# カートピスタヒロシマ
カートピスタヒロシマは、広島県廿日市市にあるサーキット。

## 概要
SLカートスポーツ機構に加盟する全長630mのカートコース。レンタルカートの営業も行われている。SLカートミーティングの規定に準じたローカルレース、及びレンタルカートを使用したレースが開催されている。レンタルカートについては、一般的に使用される汎用 4ストロークエンジンを搭載したレンタル専用モデルでなく、2ストロークエンジンを搭載したカートが使用されていることが特徴的。